# Cervantesprijs
De Cervantesprijs (Spaans: Premio Miguel de Cervantes) is een van de belangrijkste literaire prijzen in de Spaanstalige wereld, die daarbinnen wel wordt vergeleken met de Nobelprijs voor de Literatuur. De prijs wordt jaarlijks toegekend aan een Spaanstalige schrijver, die met zijn oeuvre een belangrijke bijdrage heeft geleverd aan het Spaanse cultuurgoed. Aan de Cervantesprijs is een geldbedrag van ruim 90.000 euro verbonden.

## Beschrijving

Cervantesprijs

De Cervantesprijs werd in 1974 ingesteld en is vernoemd naar Miguel de Cervantes (1547-1616), de schrijver van de klassieke roman El ingenioso hidalgo Don Quixote de la Mancha, in het Nederlands bekend als De vernuftige edelman Don Quichot van La Mancha. De Cervantesprijs wordt toegekend door het Ministerio de Educación, Cultura y Deporte (Ministerie van Onderwijs, Cultuur en Sport).
Kandidaten voor de Cervantesprijs worden voorgedragen door de Real Academia Española (Koninklijke Spaanse Academie), de Academias de la Lengua de los países de habla hispana (Spaanstalige Academies) en door de eerdere prijswinnaars. De jury van de Cervantesprijs bestaat uit de directeur van de Real Academia Española, een jaarlijks wisselende directeur van een van de 22 academies die zijn aangesloten bij de Asociación de Academias de la Lengua Española (Associatie van Spaanstalige Academies), de prijswinnaar van het voorafgaande jaar en zes personen die algemeen worden erkend als grootheden in de academische, literaire of universitaire kringen van de Spaanstalige wereldgemeenschap.

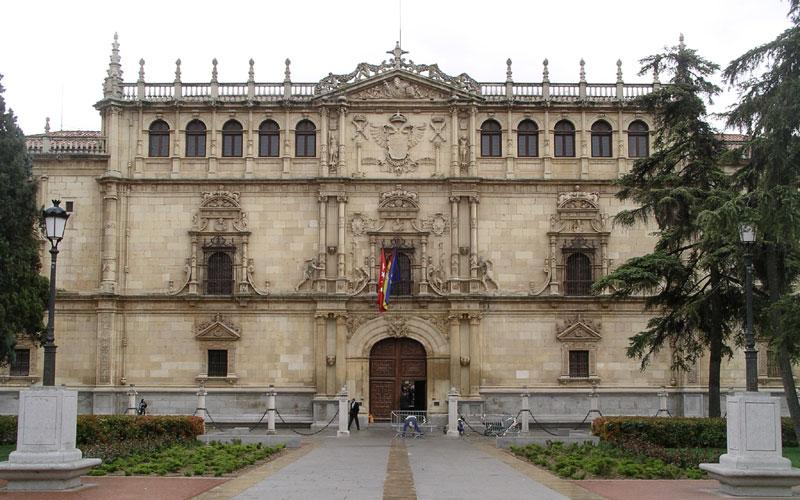
De Universiteit van Alcalá

De Cervantesprijs wordt ieder jaar uitgereikt op 23 april, de sterfdag van Miguel de Cervantes, tijdens een plechtigheid in het auditorium van de Universiteit van Alcalá in Alcalá de Henares. Deze wordt voorgezeten door de koning van Spanje. Tijdens de uitreiking houden de koning, de Spaanse minister van Cultuur en de prijswinnende auteur redevoeringen. Daarin wordt aandacht besteed aan het leven en oeuvre van de gelauwerde, het werk van Cervantes en andere klassieke Spaanstalige schrijvers en de toestand van de Spaanse taal in het algemeen.
Nadat de Cervantesprijs in 1979 ex aequo werd toegekend aan zowel de Spanjaard Gerardo Diego als de Argentijn Jorge Luis Borges, werd besloten dat de prijs niet meer mag worden gedeeld. Ook mag hij niet postuum worden toegekend. In de praktijk gaat de prijs doorgaans het ene jaar naar een Spanjaard en het andere jaar naar een Latijns-Amerikaanse auteur.

## Winnaars
- 1976: Jorge Guillén (Spanje)
- 1977: Alejo Carpentier (Cuba)
- 1978: Dámaso Alonso (Spanje)
- 1979: Jorge Luis Borges (Argentinië) (ex aequo)
- 1979: Gerardo Diego (Spanje) (ex aequo)
- 1980: Juan Carlos Onetti (Uruguay)
- 1981: Octavio Paz (Mexico)
- 1982: Luis Rosales (Spanje)
- 1983: Rafael Alberti (Spanje)
- 1984: Ernesto Sábato (Argentinië)
- 1985: Gonzalo Torrente Ballester (Spanje)
- 1986: Antonio Buero Vallejo (Spanje)
- 1987: Carlos Fuentes (Mexico)
- 1988: María Zambrano (Spanje)
- 1989: Augusto Roa Bastos (Paraguay)
- 1990: Adolfo Bioy Casares (Argentinië)
- 1991: Francisco Ayala (Spanje)
- 1992: Dulce María Loynaz (Cuba)
- 1993: Miguel Delibes (Spanje)
- 1994: Mario Vargas Llosa (Peru)
- 1995: Camilo José Cela (Spanje)

- 1996: José García Nieto (Spanje)
- 1997: Guillermo Cabrera Infante (Cuba)
- 1998: José Hierro (Spanje)
- 1999: Jorge Edwards (Chili)
- 2000: Francisco Umbral (Spanje)
- 2001: Álvaro Mutis (Colombia)
- 2002: José Jiménez Lozano (Spanje)
- 2003: Gonzalo Rojas (Chili)
- 2004: Rafael Sánchez Ferlosio (Spanje)
- 2005: Sergio Pitol (Mexico)
- 2006: Antonio Gamoneda (Spanje)
- 2007: Juan Gelman (Argentinië)
- 2008: Juan Marsé (Spanje)
- 2009: José Emilio Pacheco (Mexico)
- 2010: Ana María Matute (Spanje)
- 2011: Nicanor Parra (Chili)
- 2012: José Manuel Caballero Bonald (Spanje)
- 2013: Elena Poniatowska (Mexico)
- 2014: Juan Goytisolo (Spanje)
- 2015: Fernando del Paso (Mexico)
- 2016: Eduardo Mendoza (Spanje)
- 2017: Sergio Ramírez (Nicaragua)
- 2018: Ida Vitale (Uruguay)
- 2019: Joan Margarit (Spanien)
- 2020: Francisco Brines	(Spanien)
- 2021: Cristina Peri Rossi (Uruguay)
- 2022: Rafael Cadenas (Venezuela)